# Circumscripció proporcional de Kanto septentrional
La Circumscripció proporcional de Kanto septentrional o bloc proporcional de Kanto septentrional (japonès: 比例北関東ブロック, Hirei Kita Kantō burokku) és una de les onze circumscripcions electorals de representació proporcional de la Cambra de Representants del Japó, a la Dieta Nacional del Japó. El seu àmbit son les prefectures d'Ibaraki, Tochigi, Gunma i Saitama. A partir de l'introducció del vot proporcional, el districte va elegir 21 diputats en les eleccions de 1996.Des de les eleccions del 2000, va estar representat per 20. El 2017 aquest nombre es va reduir fins els 19 representants.

## Representants
| Candidatura          | Candidatura                      | Candidatura | 1996 | 2000 | 2003 | 2005 | 2009 | 2012 | 2014 | 2017 | 2021 | 2024 |
| -------------------- | -------------------------------- | ----------- | ---- | ---- | ---- | ---- | ---- | ---- | ---- | ---- | ---- | ---- |
|                      | Partit Liberal Democràtic        | PLD         | 8    | 7    | 8    | 9    | 6    | 6    | 8    | 7    | 7    | 7    |
|                      | Partit Democràtic Constitucional | PDC         | -    | -    | -    | -    | -    | -    | -    | 5    | 5    | 5    |
|                      | Partit Democràtic Popular        | PDP         | -    | -    | -    | -    | -    | -    | -    | -    | 1    | 1    |
|                      | Kōmeitō                          | KMT         | -    | 3    | 3    | 2    | 2    | 3    | 3    | 2    | 3    | 3    |
|                      | Partit Comunista del Japó        | PCJ         | 2    | 2    | 1    | 1    | 1    | 1    | 2    | 1    | 1    | 1    |
|                      | Reiwa Shinsengumi                | Rei         | -    | -    | -    | -    | -    | -    | -    | -    | 0    | 1    |
|                      | Nippon Ishin no Kai              | Ishin       | -    | -    | -    | -    | -    | 4    | 3    | 0    | 2    | 1    |
|                      | Partit Socialdemòcrata           | PSD         | 1    | 1    | 0    | 1    | 0    | 0    | 0    | 0    | 0    | 0    |
| Partits desapareguts |                                  |             |      |      |      |      |      |      |      |      |      |      |
|                      | Partit Democràtic                | PD          | 4    | 5    | 8    | 7    | 10   | 3    | 4    | -    | -    | -    |
|                      | Partit de la Nova Frontera       | PNF         | 6    | -    | -    | -    | -    | -    | -    | -    | -    | -    |
|                      | El Vostre Partit                 | VP          | -    | -    | -    | -    | 1    | 2    | -    | -    | -    | -    |
|                      | Partit del Futur del Japó        | PFJ         | -    | -    | -    | -    | -    | 1    | 0    | -    | -    | -    |
|                      | Partit Liberal                   | PL          | -    | 2    | -    | -    | -    | -    | -    | -    | -    | -    |
|                      | Partit de l'Esperança            | PE          | -    | -    | -    | -    | -    | -    | -    | 4    | -    | -    |
| Total                | Total                            | Total       | 21   | 20   | 20   | 20   | 20   | 20   | 20   | 19   | 19   | 19   |